# Paxville
Paxville és una població dels Estats Units a l'estat de Carolina del Sud. Segons el cens del 2000 tenia 248 habitants.

## Demografia
Segons el cens del 2000, Paxville tenia 248 habitants, 100 habitatges i 73 famílies. La densitat de població era de 91,2 habitants/km².
Dels 100 habitatges en un 32% hi vivien nens de menys de 18 anys, en un 53% hi vivien parelles casades, en un 19% dones solteres, i en un 27% no eren unitats familiars. En el 26% dels habitatges hi vivien persones soles el 14% de les quals corresponia a persones de 65 anys o més que vivien soles. El nombre mitjà de persones vivint en cada habitatge era de 2,48 i el nombre mitjà de persones que vivien en cada família era de 2,93.
Per edats la població es repartia de la següent manera: un 24,2% tenia menys de 18 anys, un 6,5% entre 18 i 24, un 27,4% entre 25 i 44, un 25,4% de 45 a 60 i un 16,5% 65 anys o més.
L'edat mediana era de 40 anys. Per cada 100 dones de 18 o més anys hi havia 82,5 homes.
La renda mediana per habitatge era de 28.438 $ i la renda mediana per família de 37.500 $. Els homes tenien una renda mediana de 26.094 $ mentre que les dones 22.917 $. La renda per capita de la població era de 16.390 $. Entorn del 9,4% de les famílies i el 20,4% de la població estaven per davall del llindar de pobresa.

## Poblacions més properes
El següent diagrama mostra les poblacions més properes.